# Ogcodes kosi
Ogcodes kosi är en tvåvingeart som beskrevs av Barraclough 1984. Ogcodes kosi ingår i släktet Ogcodes och familjen kulflugor. Inga underarter finns listade i Catalogue of Life.